# Hermacha conspersa
Hermacha conspersa là một loài nhện trong họ Nemesiidae.
Hermacha conspersa được miêu tả năm 1941 bởi Mello-Leitão.